# Державна податкова інспекція у Дарницькому районі
Державна податкова інспекція у Дарницькому районі міста Києва — територіальний підрозділ державної податкової служби у Дарницькому районі міста Києва, створений у межах загальнодержавної системи податкових інспекцій.

## Історія

Емблема державної податкової служби України

Перші кроки до створення сучасної податкової служби зроблено ще у 1990 році, коли Рада Міністрів Української РСР прийняла Постанову від 12 квітня 1990 року № 74 «Про створення державної податкової служби в Українській РСР». Міністерству фінансів УРСР і виконавчим комітетам обласних, Київської і Севастопольської міських Рад народних депутатів було доручено забезпечити до 1 липня 1990 року створення державних податкових інспекцій.
На той час підприємництво в Україні лише зароджувалося. На базі відділів державних доходів у фінансових органах було створено податкові інспекції, які підпорядковувалися Міністерству фінансів.
Відповідно до наказу Міністерства фінансів СРСР від 13 квітня 1990 р. № 19, листа Міністерства фінансів УРСР від 29 травня 1990 р. № 19 — 102 і наказом Державної податкової інспекції по м. Києву з 1 липня 1990 року була створена Державна податкова інспекція по Харківському району м. Києва, яка була підрозділом Державної податкової інспекції по м. Києву. Загальна чисельність працівників ДПІ на 1990 рік становила 32 працівники.
Першочерговим і основним завданням нового органу стало забезпечення дотримання чинного законодавства про податки, повний облік усіх платників податків, зборів та інших обов'язкових платежів до бюджету, відрахувань у державні цільові фонди, здійснення контролю за правильністю обчислення цих платежів.

## Структура
З 1991 року структура Державної податкової інспекції по Харківському району м. Києва складалася з наступних підрозділів:
- Канцелярія
- Відділ оподаткування державних та змішаних підприємств
- Сектор по контролю за оподаткуванням малих та спільних підприємств
- Відділ оподаткування кооперативів та громадських організацій
- Відділ податків з населення
- Сектор обліку та звітності
- Відділ кадрів
- Бухгалтерія

Відповідно до Указу Президента України від 22.06.1996 року № 760/96 податковій інспекції підпорядкований підрозділ МВС України по боротьбі з кримінальним приховуванням прибутків від оподаткування, які в подальшому реорганізовувалися в податкову міліцію.
Укази Президента України від 22 серпня 1996 року «Про утворення Державної податкової адміністрації України та місцевих державних податкових адміністрацій» та від 30 жовтня 1996 року «Питання державних податкових адміністрацій» фактично визначили організаційну та структурну форми сучасної податкової служби України.
Харківський район на карті міста проіснував майже 14 років. Почавши самостійне життя, район увесь час зростав: чисельність його населення збільшилася з 151,3 тис. жителів до 220 тисяч. Кількість суб'єктів підприємницької діяльності збільшилась майже вдвічі.
У зв'язку з проведеною адміністративно-територіальною реформою, відповідно до розпорядження Київської міської державної адміністрації від 01.08.2001 р. № 1625 «Про утворення районних у м. Києві державних адміністрацій», наказом ДПА України від 30.11.2001 р. за № 483 «Про реорганізацію органів державної податкової служби м. Києва» та наказом ДПА у м. Києві від 06.12.2001 р. № 583 «Про реорганізацію органів державної податкової служби м. Києва» ліквідовано ДПІ у Харківському районі м. Києва. У межах новоствореного Дарницького району з 01.12.2001 р. утворено державну податкову інспекцію у Дарницькому районі, яка є правонаступником ліквідованих державних податкових інспекцій у Дарницькому та Харківському районах.
Діяльність державної податкової служби спрямована на забезпечення виконання всіма громадянами, підприємствами, організаціями встановленого Конституцією та іншими законами України обов'язку зі сплати податків і зборів.
Виконання цих завдань стало можливим саме завдяки професіоналізму керівництва податкової інспекції та очолюваному ним колективу професіоналів.

## Начальники ДПІ у Дарницькому районі
- Ушаков Валентин Костянтинович (Липень 1990 р. — лютий 1993 р.)
- Штефан Микола Іванович (Лютий 1993 р. — червень 1997 р.)
- Боднарчук Володимир Петрович (Червень 1997 р. — березень 2000 р.)
- Харченко Сергій Іванович (Березень 2000 р.- серпень 2004 р.)
- Лега Геннадій Васильович (Серпень 2004 р. — серпень 2005 р.)
- Кравченко Юрій Миколайович (Серпень 2005 р. — серпень 2006 р.)
- Осадчий Микола Володимирович (Серпень 2007 р. — квітень 2008 р.)
- Чижик Олександр Миколайович (З квітня 2008 р. — лютий 2012 р.)
- Кравченко Юрій Миколайович (з лютого 2012 р. — травень 2012 р.)
- Карпусенко Геннадій Володимирович (з травня 2012 р. — лютий 2013 р.)